# Mauricio Gudin
Mauricio Gudin (Rio de Janeiro, 13 de maio de 1883 – 14 de dezembro de 1959) foi um médico brasileiro.
Graduado em medicina pela Faculdade de Medicina do Rio de Janeiro em 1905 Foi eleito membro da Academia Nacional de Medicina em 1939, sucedendo João Pereira de Camargo na Cadeira 37, que tem José Alves Maurity Santos como patrono.